# Jason Spitz
Jason Spitz (født 19. december 1982 i Jacksonville, Florida, USA) er en amerikansk footballspiller (offensive guard), der pt. er free agent. Han har tidligere spillet en årrække i NFL for blandt andet Green Bay Packers.

## Klubber
- Green Bay Packers (2006−2010)
- Jacksonville Jaguars (2011−2012)
- Seattle Seahawks (2013)